# Leming
Leming è un census-designated place degli Stati Uniti d'America, situato nella Contea di Atascosa dello stato del Texas. Il suo attuale nome è stato adottato nel 1902. Secondo il censimento effettuato nel 2010 abitavano nel CDP 946 persone. Fa parte della San Antonio Metropolitan Statistical Area. Leming possiede un ufficio postale, e il Zoning Improvement Plan è 78050.

## Geografia
Leming è situato a 29°04′23″N 98°29′03″W. Secondo l'Ufficio del censimento degli Stati Uniti d'America la città ha un'area totale di 12.5 chilometri quadrati, costituiti completamente dalla terra ferma.

## Società

### Evoluzione demografica
Secondo il censimento del 2000, c'erano 946 persone residenti nella città. La densità di popolazione era di 75,65 persone per chilometro quadrato. La composizione etnica della città era formata dal 78.75% di bianchi, lo 0.74% di afroamericani, lo 0.42% di nativi americani, lo 0% di asiatici, il 17.86% di altre razze, e il 2.22% di due o più etnie. Ispanici o latinos di qualunque razza erano l'80.44% della popolazione.